# Schlacht von Lalas
1821

Walachischer Aufstand – Kalamata – Navarino – Patras – Salona – Livadeia – Lalas – Samothraki – Monemvasia – Alamana – Valtetsi – Doliana – 1. Akropolis – Gravia – Drăgășani – Grana – Vasilika (Thessaloniki) – Sculeni – Vasilika (Fthiotida) – Tripoli
1822–1824

Akrokorinth – Chalandritsa – Chios – Naoussa – Chios – Peta – Kompoti – Dervenakia – Agionori – Nauplia – 1. Missolonghi – Karpenisi – 2. Missolonghi – Kasos – Psara – Samos – Gerontas
Griechische Bürgerkriege 1823–1825
Ägyptische Intervention

Kremmydi – Andros – Sphacteria – Maniaki – Myloi – Alexandria – Kakosalesi – Kleisova – 3. Missolonghi – Kastraki – Mani – Varnakova – 2. Akropolis – Arachova – Kamatero – Phaleron
Intervention der Großmächte

Volos – Itea – Mega Spilaio – Navarino – Morea-Expedition – Chios-Expedition – Mortino – Koronisia – Petra
Seeschlachten sind in kursiv

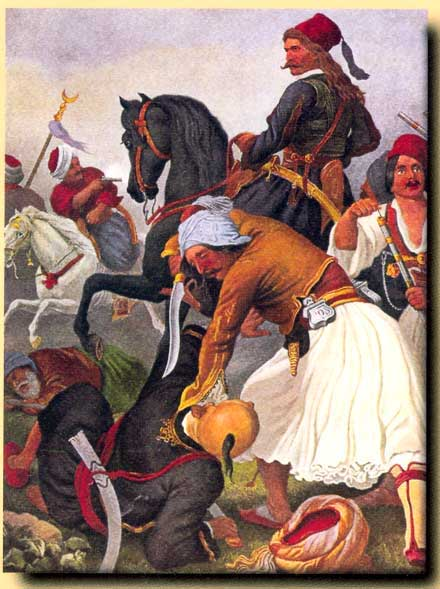
Die Schlacht von Lalas; Peter von Hess

Die Schlacht von Lalas (griechisch Μάχη του Λαλά) fand im Juni 1821 in Elis (Peloponnes) statt und war eine der ersten größeren siegreichen Gefechte der Griechischen Revolution.

## Hintergrund
Lalas, ein Dorf in der Präfektur Elis (Ilia) auf der Peloponnes, liegt in einer Höhe von 601 Metern und ist administrativ der Gemeinde Antike Olympia zugeordnet. Im 14. Jahrhundert wurde das Dorf von albanischen Siedlern bewohnt. Diese stammten aus dem Ceraunischen Gebirge im südwestlichen Albanien (auch bekannt als das Himara-Gebirge) und wurden unter der Herrschaft von Michael Doukas in diese Gegend gebracht. Der Autor Dimitris Fotiadis beschrieb dessen Lage nahe dem antiken Foloi am Berg Erymanthos.
Seit der osmanischen Zeit wurde Lalas nun von islamisierten Albanern bewohnt und galt mit seinem gut bewaffneten Heer (“die besten Gewehre der Morea”) als ernsthafte Bedrohung für die Revolutionäre. Bereits Ende Mai 1821 errichteten griechische Partisanenführer aus Gortynia ein Lager in der Nähe, um einen möglichen Vorstoß der Einwohner Lalas nach Tripolitsa, der Hauptstadt der Morea, zu verhindern.
Andreas Metaxas segelte mit einer Einheit von 192 oder 200 Mann von Kefalonia zum Peloponnes, um sich an den Kämpfen dort zu beteiligen. Die griechischen Streitkräfte umfassten nun lokale Partisanen aus Elis und Freiwillige aus den Ionischen Inseln (unter Führung der Brüder Andreas und Konstantinos Metaxas, Dimitrios Plapoutas, Georgios Sisinis u. a.). Zur Stärke der griechischen Truppen bei der Schlacht von Lalas gibt es unterschiedliche Angaben. Konstantinos Metaxas, berichtet in seinen Memoiren, dass das Kontingent aus Kefalonia etwa 460 Mann umfasste und über vier Kanonen verfügte. Insgesamt, so Metaxas, habe die griechische Streitmacht rund 900 Kämpfer umfasst. Neben den Kefaloniern gehörten dazu auch Einheiten unter dem Kommando von Georgios Sisinis, Arkadier unter dem Befehl von Mellios sowie Freiwillige aus Pyrgos und der Region Ilia. Diese Darstellung kontrastiert mit den Angaben des britischen Historikers John Lee Comstock, der von einer deutlich höheren Zahl spricht: Demnach sollen sich 1200 Kämpfer von den Ionischen Inseln sowie insgesamt etwa 4000 Griechen an den Kämpfen in Lalas beteiligt haben.
Am 2. Juni 1821 überbrachten die ionischen Anführer Konstantinos und Andreas Metaxas zusammen mit anderen durch den Vermittler Panagios Messaris einen Brief an Lalas, in dem die Einwohner zur Waffenabgabe aufgefordert wurden. Die Einwohner Lalas wichen der Forderung aus und erklärten, jede Entscheidung müsse von ihren Anführern getroffen werden, die sich jedoch angeblich nicht im Dorf befänden. Daraufhin beschlossen die griechischen Revolutionäre den Angriff. Der koordinierte Angriff sollte aus drei Richtungen unter der Führung von Georgios Plapoutas, den Brüdern Metaxas und Georgios Sisinis erfolgen.

## Verlauf
Am 9. JuniJul. griff Georgios Plapoutas jedoch aufgrund mangelnder Koordination alleine Lalas an und wurde von den zahlenmäßig überlegenen Verteidigern zurückgeworfen. "Inmitten des Chaos und der großen Hitzewelle starb Plapoutas" und insgesamt verloren 14 griechische Partisanen (11 Peloponnesier, 3 Ionier) ihr Leben. Die Verluste auf Seiten der Einwohner Lalas sind nicht dokumentiert. Die Niederlage führte zu Unruhe im griechischen Lager, und viele Partisanen erwogen einen Rückzug.
Die Situation stabilisierte sich erst durch das Eingreifen des erfahrenen Heerführers Dimitris Plapoutas, der von Theodoros Kolokotronis entsandt worden war, um die Moral der Truppen zu stärken. Die Einwohner Lalas, die einen Waffenstillstand vorspielten, erhielten inzwischen Verstärkung. Am 11. Juni traf in Lalas ein von Pascha Yusuf aus Patras angeführter osmanisch-albanischer Verband (etwa 1000 Mann, darunter 300 Reiter) ein und griff die griechischen Stellungen an.
Der entscheidende Kampf fand am 13. Juni 1821 im Gelände von Pousi statt. Die Osmanen unter Yusuf versuchten, zunächst die von den Ioniern mitgeführten griechischen Kanonen zu erobern und dann die griechischen Linien zu zerschlagen. In einem verlustreichen Nahkampf mussten die Angreifer jedoch zurückweichen. Die Griechen hielten ihre Stellung und schlugen die vereinten Angriffe der Einwohner Lalas und der Streitmacht von Yusuf Pascha zurück. Dabei fielen etwa 84 griechische Partisanen (60 Peloponnesier, 24 Ionier); unter den Verwundeten war auch der Kefalonier Andreas Metaxas (späterer Ministerpräsident Griechenlands). Dieses Gefecht wurde innerhalb von fünf Stunden geschlagen.

## Folgen
Unmittelbar im Anschluss räumten die Einwohner Lalas ihr Lager: Nach griechischen Angaben verließen die Einwohner am 17. Junigreg. kampflos das Dorf Lalas und zogen über Pyrgos zur Hafenstadt Patras und Rio zurück. Am gleichen Tag (nach anderen Berichten am 14. Juni) zogen griechische Truppen in das verlassene Lalas ein und steckten das Dorf in Brand. Dabei gingen etwa 1000 Häuser in Flammen auf.
Viele der überlebenden Einwohner Lalas flohen und kämpften noch bis Kriegsende auf osmanischer Seite mit. Nach Gründung des neuen griechischen Staates wurden sie schließlich aus dem Land vertrieben und ließen sich als Flüchtlinge in Nordgriechenland (bei Platamonas und Naoussa) und später in Bulgarien (Varna) nieder. Der Sieg beendete die Herrschaft der Einwohner von Lalas in der Region, trug zum späteren Fall von Tripolitsa im September 1821 bei, und sicherte den Aufständischen die Kontrolle über die Region Elis. Die gesamte Provinz Elis sei damit als erste Region Peloponnesiens unter griechischer Kontrolle befreit worden.

## Andenken
In Griechenland wird des Sieges von Lalas regelmäßig gedacht. In Pousi, nahe dem Ort Lalas, wurde ein Denkmal für die gefallenen Revolutionäre errichtet, neben der von den Aufständischen erbauten Kirche der Heiligen Himmelfahrt. Im Jahr 2024 fanden dort anlässlich des 203. Jahrestags feierliche Gedenkveranstaltungen statt.
Der Historiker Dimitrios Michalopoulos stellt fest, dass mit dem Ausgang der Schlacht „die starke militärische Besatzungsmacht der Albaner“ beseitigt wurde und so „die Voraussetzungen für die Belagerung von Tripolitsa“ geschaffen wurden.